# Ivan Okretič
Ivan Okretič, slovenski pravnik, * 28. januar 1860, Kostanjevica na Krasu, † 7.  december 1931, Zagreb.

## Življenje in delo
Po končani gimnaziji v Gorici je nadaljeval študij prava na Dunaju in 1884 vstopil v Trstu v sodno prakso, bil prisednik brez glasovalne pravice (avskultant) na sodiščih v Trstu, Rovinju in Pazinu, kjer je bil novembra 1889 imenovan za sodnega adjunkta ; 1887 premeščen v Sežano, imenovan novembra 1893 za namestnika državnega pravdnika v Rovinju, maja 1895 v Trstu; postal septembra 1897 sodni svetnik v Gorici, od koder je bil julija 1898 prideljen generalni prokuraturi na Dunaju. Tu je postal 1904 višji sodni svetnik in 1907 generalni odvetnik.
Po koncu vojne 1918 je stopil na čelo novoustanovljenemu višjemu državnemu pravdništvu v Ljubljani. Po ustanovitvi oddelka B »stola sedmorice« v Zagrebu kot vrhovnega sodnega sveta za Slovenijo in Dalmacijo je bil imenovan za vrhovnega državnega pravdnika v Zagrebu, ter postal 29. novembra 1924 podpredsednik »stola sedmorice« oddelka B in s tem kot prvi Slovenec najvišji sodnik za Slovenijo in Dalmacijo. 15. julija 1930 je bil upokojen, ter do smrti živel v Zagrebu.